# هرمانية بالميرية
هرمانية بالميرية (الاسم العلمي:Hermannia palmeri) هي نوع من النباتات تتبع جنس الهرمانية من الفصيلة الخلنجية.